# Nikolaj Gjaurow
Nikolaj Georgiew Gjaurow, international Nicolai Georgiev Ghiaurov, bulgarisch Николай Георгиев Гяуров (* 13. September 1929 in Ladzene, Bulgarien; † 2. Juni 2004 in Modena, Italien) war ein bulgarisch-österreichischer Opernsänger. Er galt als einer der besten Bassisten der Welt.

## Leben
Gjaurow studierte Gesang in Sofia und von 1950 bis 1955 am Moskauer Tschaikowski-Konservatorium. 1956 hatte er seinen ersten Auftritt als Don Basilio in Il Barbiere di Siviglia (Der Barbier von Sevilla). 1957 ging er an die Wiener Staatsoper. Es folgten 1958 das Moskauer Bolschoi-Theater, 1959 die Mailänder Scala, 1961 Verona, 1962 London und 1965 die New Yorker Metropolitan Opera. In diesem Jahre gelang ihm auch der Durchbruch als Boris Godunow bei den Salzburger Festspielen unter der Leitung Herbert von Karajans.
Gjaurow galt als „Re di Bassi“ („König der Bässe“). Er glänzte als Don Giovanni, Boris Godunow, als Mephisto in Gounods Faust und als Philipp II. in Verdis Don Carlos.
1985 erwarb er die österreichische Staatsbürgerschaft. 1989 ernannte ihn die Wiener Staatsoper zum Ehrenmitglied. Der Sohn Wladimir Gjaurow aus erster Ehe ist Dirigent. In zweiter Ehe war der Bassist seit 1978 mit der italienischen Sopranistin Mirella Freni (1935–2020) verheiratet.
Im Oktober 2000, im Alter von 71 Jahren, trat Gjaurow beim 1. Herbert-von-Karajan-Gedächtniskonzert unter der Leitung von James Allen Gähres in Ulm auf, wo er gemeinsam mit Mirella Freni Opernarien und Duette von Cilea, Tschaikowsky und Verdi sang.
Ihm zu Ehren trägt der Ghiaurov Peak auf der Livingston-Insel in der Antarktis seinen Namen.

## Diskografie (Auswahl)
- The Art Of Nikolaï Ghiaurov, Audio-CD, Forlane 1995

## Repertoire
| Rolle                            | Oper                      | Komponist    |
| -------------------------------- | ------------------------- | ------------ |
| Conte Rodolfo                    | La sonnambula             | Bellini      |
| Oroveso                          | Norma                     | Bellini      |
| Sir Giorgio                      | I puritani                | Bellini      |
| Papa ClementeVII                 | Benvenuto Cellini         | Berlioz      |
| Mefistofele                      | Mefistofele               | Boito        |
| Khan Konchak                     | Fürst Igor                | Borodin      |
| Principe Gremin                  | Eugen Onegin              | Tschaikowski |
| Creonte                          | Medea                     | Cherubini    |
| Arkel                            | Pelléas et Mélisande      | Debussy      |
| Enrico VIII                      | Anna Bolena               | Donizetti    |
| Raimondo Bidebent                | Lucia di Lammermoor       | Donizetti    |
| Baldassarre                      | La favorite               | Donizetti    |
| Méphistophélès                   | Faust                     | Gounod       |
| Goryantchikov                    | Da una casa di morti      | Janáček      |
| Il cieco                         | Iris                      | Mascagni     |
| Indra                            | Le roi de Lahore          | Massenet     |
| Le Prieur                        | Le jongleur de Notre-Dame | Massenet     |
| Don Quichotte                    | Don Quichotte             | Massenet     |
| Marcello                         | Die Hugenotten            | Meyerbeer    |
| Seneca                           | L’incoronazione di Poppea | Monteverdi   |
| Don Giovanni                     | Don Giovanni              | Mozart       |
| Boris Godunov Varlaam Pimen      | Boris Godunow             | Mussorgski   |
| Ivan Chovanskij                  | Chowanschtschina          | Mussorgski   |
| Alvise Badoéro                   | La Gioconda               | Ponchielli   |
| Colline                          | La Bohème                 | Puccini      |
| Timur                            | Turandot                  | Puccini      |
| Don Basilio                      | Der Barbier von Sevilla   |              |
| Mosè                             | Moïse et Pharaon          | Rossini      |
| Gualtiero                        | Guillaume Tell            | Rossini      |
| Zaccaria                         | Nabucco                   | Verdi        |
| Don Ruy Gomez de Silva           | Ernani                    | Verdi        |
| Attila                           | Attila                    | Verdi        |
| Banco                            | Macbeth                   | Verdi        |
| Sparafucile                      | Rigoletto                 | Verdi        |
| Ferrando                         | Il trovatore              | Verdi        |
| Jacopo Fiesco                    | Simon Boccanegra          | Verdi        |
| Filippo II Il Grande Inquisitore | Don Carlo                 | Verdi        |
| Padre Guardiano                  | La forza del destino      | Verdi        |
| Ramfis                           | Aida                      | Verdi        |
| Giorgio Germont                  | La Traviata               | Verdi        |